# الجدول الزمني لمتفجرات القعقاع
يسرد الجدول الزمني لمتفجرات القعقاع الأحداث المتعلقة بتخزين المتفجرات العالية وإزالتها لاحقًا في القعقاع في العراق، مما أدى إلى الجدل حول متفجرات القعقاع.
بالنسبة للأحداث المتعلقة بالجدل السياسي، يرجى الرجوع إلى واستخدام جدل القعقاع حول المتفجرات العالية.

## 1991
- مجمع القعقاع تضرر بشدة خلال حرب الخليج.[1]
- 9 يونيو/حزيران - بدأ مفتشو الأسلحة التابعون للجنة الخاصة للأمم المتحدة (UNSCOM) عمليات التفتيش في العراق، مستهلين بذلك أول نظام تفتيش. وشمل ذلك العثور على متفجرات HMX وRDX وPETN في موقع القعقاع وختمها.[1]

## 1995
حثّ تشارلز دولفر، عضو فريق تفتيش اللجنة الخاصة للأمم المتحدة في العراق، على تدمير متفجرات HMX وRDX وPETN. أما الوكالة الدولية للطاقة الذرية، برئاسة هانز بليكس ومساعده محمد البرادعي، فقد رفضت التوصيات بتدمير هذه المخزونات، مفضلةً مراقبتها.

## 1998
16 ديسمبر - اللجنة الخاصة للأمم المتحدة تسحب موظفيها من العراق، منهيةً بذلك أول نظام للتفتيش على الأسلحة.

## 2001
1 أكتوبر - التقطت شركة Space Imaging Eurasia صورًا واسعة النطاق عبر الأقمار الصناعية للقعقاع، ونشرتها شركة Public Eye التابعة لجلوبال سيكيوريتي دوت أورج.

## 2002

### نوفمبر
27 نوفمبر/تشرين الثاني - استأنف مفتشو الأسلحة التابعون للجنة الأمم المتحدة للرصد والتحقق والتفتيش عمليات التفتيش في العراق، ليبدأوا بذلك نظام التفتيش الثاني.

## ديسمبر
- 9 ديسمبر/كانون الأول - أول تفتيش جديد للأمم المتحدة لمنشأة القعقاع. «بدأ فريق من الوكالة الدولية للطاقة الذرية في القعقاع جرد المواد المتفجرة المعروفة من البرنامج النووي السابق والتي كانت تحت سيطرة الوكالة سابقًا."[4][5][6]
- 15 ديسمبر - قام مفتشو الوكالة الدولية للطاقة الذرية بزيارة مخازن المحاويل، حيث يتم تخزين مادة RDX.[7]

## 2003

### يناير
- 9 يناير - محمد البرادعي، مدير الوكالة الدولية للطاقة الذرية، يقدم تقريرًا علنيًا بشأن مخازن HMX التابعة لشركة القعقاع إلى مجلس الأمن.[8]
- 14 يناير - مفتشو الوكالة الدولية للطاقة الذرية يزورون مخازن القعقاع، موقع متفجرات HMX، الواقعة على بعد 60. كم جنوب بغداد.[9][10]
- 15 يناير - قام مفتشو الوكالة الدولية للطاقة الذرية بزيارة موقع المحاويل، الواقع تحت سلطة القعقاع، حيث يُخَزَّن الجزء الأكبر من مادة RDX.[8]

### فبراير
14 فبراير - أبلغ محمد البرادعي مجلس الأمن أن العراق نقل ٣٢ طنًا من مادة HMX، التي كانت سابقًا تحت ختم الوكالة الدولية للطاقة الذرية، بين نظامي التفتيش. ويبدو أنها استُخدمت لأغراض صناعية.

### مارس
- 8 مارس - الزيارة الأخيرة[13] التي قام بها مفتشو الأسلحة التابعون للأمم المتحدة إلى القعقاع، وهي واحدة من العديد من الزيارات التي سبقت الحرب.[14]
- 15 مارس - تُحُقِّق من الأختام الموجودة على أبواب مخازن المتفجرات من قبل مفتشي الوكالة الدولية للطاقة الذرية.[8]
- 15 مارس إلى 20 مارس - العراق تحت مراقبة مشددة لكشف أي تحرك محتمل لأسلحة الدمار الشامل في انتظار الغزو الأميركي.
- ١٨ مارس/آذار - انسحب مفتشو لجنة الأمم المتحدة للرصد والتحقق والتفتيش (أنموفيك) من العراق، منهين بذلك فترة التفتيش الثانية. ولم يُسمح لهم بالعودة حتى الآن.
- 20 مارس - بدء الغزو الأمريكي للعراق.[8]

### أبريل
- 5 نيسان - أول زيارة للقوات الأمريكية إلى مجمع القعقاع، بقيادة الفرقة الثالثة مشاة.
  - عثرت القوات على مسحوق أبيض ومادة الأتروبين في قسم من معمل اللطيفية للمتفجرات والذخيرة وهو جزء من القعقاع.
- 7 أبريل - غادرت فرقة المشاة الثالثة الأمريكية القعقاع بحلول هذا الوقت.
- 9 أبريل - القوات الأمريكية تؤمن بغداد.
- ١٠ أبريل - وصل اللواء الثاني من الفرقة 101 المحمولة جواً الأمريكية إلى القعقاع. لم يفتشوا الموقع.[15][16][17]
- 11 أبريل - اللواء الثاني يغادر القعقاع.
- ١٨ أبريل - صوّر طاقم إخباري من قناة KSTP-TV، المُلحقة بالفرقة 101 المحمولة جواً الأمريكية، متفجرات غير محمية وختمًا غير مفتوح للوكالة الدولية للطاقة الذرية على باب مخبأ. لم يُغلق في الموقع سوى مادة HMX.

### مايو
- ويقال إن بول بريمر حذر من قبل مسؤولين عراقيين من أن القعقاع ربما تعرضت للنهب.[18]
- وتشير التقارير إلى أن مذكرة داخلية صادرة عن الوكالة الدولية للطاقة الذرية تحذر من أن الإرهابيين ربما يساعدون "أنفسهم في الحصول على أكبر ثروة من المتفجرات في التاريخ".[18]
- زار مفتش الأسلحة الأمريكي ديفيد كاي مجمع القعقاع. وقال لاحقًا: "رأيته في مايو، وكان قد نُهِب بكثافة آنذاك. بين أبريل ومايو، نُقِلَت معظم محتوياته. كان الموقع في حالة فوضى عارمة".
- 27 مايو - أفادت التقارير أن فرقة العمل الأمريكية رقم 75 للاستكشاف زارت موقع القعقاع ووجدت أن أختام الوكالة الدولية للطاقة الذرية الخاصة بالمتفجرات العالية مكسورة.[19]

## 2004

### يونيو
28 حزيران - الحكومة العراقية المؤقتة تسيطر على القعقاع.

### أكتوبر
- 10 أكتوبر/تشرين الأول - كتبت وزارة العلوم والتكنولوجيا العراقية إلى الوكالة الدولية للطاقة الذرية: "نود أن نبلغكم بأن المواد التالية ... المسجلة تحت حراسة الوكالة الدولية للطاقة الذرية قد فقدت بعد 4 سبتمبر/أيلول 2003، نتيجة للسرقة ونهب المنشآت الحكومية بسبب انعدام الأمن."[20]
- 15 أكتوبر - حذرت الوكالة الدولية للطاقة الذرية البعثة الأمريكية في فيينا من اختفاء المواد.[21]
- (خلال أيام) - علمت كونداليزا رايس باختفاء المتفجرات، وفقًا لسكوت ماكليلان[22]
- 25 أكتوبر - الوكالة الدولية للطاقة الذرية تؤكد لمجلس الأمن الدولي اختفاء المتفجرات.
- 28 أكتوبر - يزعم مصدر في البنتاغون أن فرقة مشاة أمريكية أزالت 250 طنًا من المتفجرات من الموقع، بعد وقت قصير من حرب العراق.[23][24]

### نوفمبر
4 نوفمبر - ذكرت صحيفة لوس أنجلوس تايمز أن أعضاء مركز الدعم 317 ومركز العمليات الخلفية 258 من الجنود الأميركيين شهدوا عمليات نهب واسعة النطاق في القعقاع على مدى عدة أسابيع في أواخر أبريل وأوائل مايو.

## روابط خارجية
- صفحة GlobalSecurity.org حول منشأة القعقاع للأسلحة الخاصة في العراق
- مقالة في صحيفة نيويورك تايمز، 25 أكتوبر/تشرين الأول 2004 نيويورك تايمز > دولي > الشرق الأوسط > تعقب الأسلحة: اختفاء كمية ضخمة من المتفجرات من موقع في العراق
- تسلسل الأحداث الرئيسية للجنة الأمم المتحدة للرصد والتحقق والتفتيش (UNMOVIC)| - ع - ن - ت حرب العراق (2003–2011)     | - ع - ن - ت حرب العراق (2003–2011)                                                                                                                                                                                                                                                                                                                                                                                                                                                                                                                                                                                                                                                                                                                                                                                                                                                                                                                                                                                                                                                                                                                                                                                                                                                                                                                                                                                                                                                                                                                                                                                                                                                                                     |
| -------------------------------------- | --- |
| - جزء من صراع العراق                   | |
| المقدمات                               | - الأساس المنطقي لحرب العراق - أنابيب الألومنيوم العراقية - أزمة نزع سلاح العراق - العراق وأسلحة الدمار الشامل - عمليات تزوير يورانيوم النيجر - برنامج الأسلحة البيولوجية العراقية - مبادرات السلام الفاشلة العراقية - مشروعية حرب العراق 2003 - الرأي العام في الولايات المتحدة بشأن غزو العراق - التغطية الإعلامية لحرب العراق - مقابلة صدام - انتهاكات مسندة إلى صدام حسين - حقوق الإنسان في العراق |
| الغزو                                  | - الخط الزمني لغزو العراق 2003 - التحضيرات لغزو العراق 2003 ‏ - القوات متعددة الجنسيات في العراق - معركة الناصرية - سقوط بغداد - معركة ممر ديبكة - إسقاط تمثال صدام في ساحة الفردوس - خطاب المهمة أنجزت - التكهن بأسلحة الدمار الشامل عقب غزو العراق عام 2003 - سلطة الائتلاف المؤقتة |
| الأحداث الرئيسة                        | - غزو العراق (2003) - إعدام صدام حسين (2006) - حرب العراق بمحافظة الأنبار (2003–2011) - جماعات مسلحة عراقية (2003–2011) - التمرد العراقي (2003–2006) - الحرب الأهلية العراقية (2006–2008) - اتفاق انسحاب القوات الأمريكية من العراق (2007–2011) |
| العمليات                               | \| 2003 \| - التنين محمول جوا [لغات أخرى]‏ - بابل القديمة - حربة البرق [لغات أخرى]‏ - بلدوغ ماموث [لغات أخرى]‏ - الإسهام الأسترالي - عقرب الصحراء [لغات أخرى]‏ - العمليات العسكرية للائتلاف - المطرقة الحديدية [لغات أخرى]‏ - العدالة الحديدية [لغات أخرى]‏ - آيفي بليزارد [لغات أخرى]‏ - التأخر في الشمال [لغات أخرى]‏ - Panther Squeeze [لغات أخرى]‏ - Peninsula Strike [لغات أخرى]‏ - عملية كوكب إكس ‏ - عملية الفجر الأحمر - عملية تليك \| \| 2004 \| - معركة سامراء - Bulldog Mammoth [لغات أخرى]‏ - عملية أطفال العراق - Iron Saber [لغات أخرى]‏ - معركة الفلوجة الثانية - معركة الفلوجة الثانية - Phantom Linebacker [لغات أخرى]‏ - Plymouth Rock [لغات أخرى]‏ - معركة الفلوجة الأولى - Warrior's Rage [لغات أخرى]‏ \| \| 2005 \| - Able Rising Force ‏ - Able Warrior ‏ - Badlands - عملية سايكلون - Dagger - Iron Hammer [لغات أخرى]‏ - ماتادور - New Market [لغات أخرى]‏ - الرمح - Squeeze Play [لغات أخرى]‏ - الستارة الفولاذية \| \| 2006 \| - الماجد - Gaugamela - Guardian Tiger ‏ - Iron Triangle [لغات أخرى]‏ - عملية ميدوسا - River Falcon ‏ - Scorpion - عملية سندباد [لغات أخرى]‏ - Swarmer - عملية معا إلى الأمام \| \| 2007 \| - عملية اللجاه [لغات أخرى]‏ - Arbead II ‏ - عملية آردنس [لغات أخرى]‏ - عملية النسر الأسود - عملية النسر المغوار - Forsythe Park [لغات أخرى]‏ - عملية فرض القانون - Leyte Gulf [لغات أخرى]‏ - Marne Avalanche [لغات أخرى]‏ - Marne Torch [لغات أخرى]‏ - عملية ماوتني [لغات أخرى]‏ - Phantom Strike [لغات أخرى]‏ - فانتوم ثاندر [لغات أخرى]‏ - Polar Tempest ‏ - Purple Haze ‏ - Saber Guardian [لغات أخرى]‏ - Sledgehammer - Stampede 3 [لغات أخرى]‏ - Tiger Hammer [لغات أخرى]‏ - عملية الحارس الشجاع ‏ \| \| 2008 \| - Operation Defeat Al Qaeda in the North - بشائر الخير - Operation Phantom Phoenix \| |
| ما بعد الحرب                           | - الأمر 81 - التمرد العراقي (2011–2013) - التدخل العسكري الدولي ضد تنظيم الدولة الإسلامية (داعش) (2014–الآن) - التدخل بقيادة الولايات المتحدة في العراق - الحرب الأهلية العراقية (2014–2017) (2014–2017) - التمرد العراقي (2017–الآن) (2017–الآن) |
| مواقف وآراء                            | - وجهات النظر حول غزو العراق عام 2003 - مشروعية غزو العراق عام 2003 - معارضة حرب العراق - احتجاجات ضد حرب العراق - نقد حرب العراق - مجلس الأمن الدولي وحرب العراق - المواقف الحكومية من حرب العراق قبل غزو العراق عام 2003 |
| جرائم الحرب                            | - مقتل الصحفيين بنيران القوات الأمريكية (2003) - مجزرة الفلوجة (2003) - إساءة معاملة السجناء والتعذيب في سجن أبي غريب (2004) - مجزرة حفلة عرس مكر الذيب (2004) - مجزرة حديثة (2005) - جرائم المحمودية (2006) - حادثة الإسحاقي (2006) - حادثة الحمدانية (2006) - الغارة الجوية على بغداد في 12 يوليو 2007 (2007) - مجزرة ساحة النسور (2007) - تسريب وثائق حرب العراق (2010) |
| التأثير                                | - لاجئون عراقيون - فريق الاستقصاء المتعلق بالعراق - أضرار بغداد خلال حرب العراق - نهب الآثار - مجلس الحكم العراقي - إعادة إعمار العراق - الإصلاح الاقتصادي في العراق - التكلفة المالية - ضحايا حرب العراق - لجنة تشيلكوت - حقوق الإنسان في العراق - كندا وحرب العراق |
| النصب التذكارية                        | - نصب العراق وأفغانستان التذكاري |
| قوائم                                  | - العمليات العسكرية في العراق من جانب الائتلاف بقيادة الولايات المتحدة - التفجيرات - إسقاطات الطيران والحوادث |
| الجدول الزمني للحرب                    | - 2003 - 2004 - 2005 - 2006 - 2007 - 2008 - 2009 - 2010 - 2011 |
| - تصنيف:حرب العراق - أخبار - ويكيميديا | |
| 2003                                   | - التنين محمول جوا [لغات أخرى]‏ - بابل القديمة - حربة البرق [لغات أخرى]‏ - بلدوغ ماموث [لغات أخرى]‏ - الإسهام الأسترالي - عقرب الصحراء [لغات أخرى]‏ - العمليات العسكرية للائتلاف - المطرقة الحديدية [لغات أخرى]‏ - العدالة الحديدية [لغات أخرى]‏ - آيفي بليزارد [لغات أخرى]‏ - التأخر في الشمال [لغات أخرى]‏ - Panther Squeeze [لغات أخرى]‏ - Peninsula Strike [لغات أخرى]‏ - عملية كوكب إكس ‏ - عملية الفجر الأحمر - عملية تليك |
| 2004                                   | - معركة سامراء - Bulldog Mammoth [لغات أخرى]‏ - عملية أطفال العراق - Iron Saber [لغات أخرى]‏ - معركة الفلوجة الثانية - معركة الفلوجة الثانية - Phantom Linebacker [لغات أخرى]‏ - Plymouth Rock [لغات أخرى]‏ - معركة الفلوجة الأولى - Warrior's Rage [لغات أخرى]‏ |
| 2005                                   | - Able Rising Force ‏ - Able Warrior ‏ - Badlands - عملية سايكلون - Dagger - Iron Hammer [لغات أخرى]‏ - ماتادور - New Market [لغات أخرى]‏ - الرمح - Squeeze Play [لغات أخرى]‏ - الستارة الفولاذية |
| 2006                                   | - الماجد - Gaugamela - Guardian Tiger ‏ - Iron Triangle [لغات أخرى]‏ - عملية ميدوسا - River Falcon ‏ - Scorpion - عملية سندباد [لغات أخرى]‏ - Swarmer - عملية معا إلى الأمام |
| 2007                                   | - عملية اللجاه [لغات أخرى]‏ - Arbead II ‏ - عملية آردنس [لغات أخرى]‏ - عملية النسر الأسود - عملية النسر المغوار - Forsythe Park [لغات أخرى]‏ - عملية فرض القانون - Leyte Gulf [لغات أخرى]‏ - Marne Avalanche [لغات أخرى]‏ - Marne Torch [لغات أخرى]‏ - عملية ماوتني [لغات أخرى]‏ - Phantom Strike [لغات أخرى]‏ - فانتوم ثاندر [لغات أخرى]‏ - Polar Tempest ‏ - Purple Haze ‏ - Saber Guardian [لغات أخرى]‏ - Sledgehammer - Stampede 3 [لغات أخرى]‏ - Tiger Hammer [لغات أخرى]‏ - عملية الحارس الشجاع ‏ |
| 2008                                   | - Operation Defeat Al Qaeda in the North - بشائر الخير - Operation Phantom Phoenix || العراق الغزو الأمريكي للعراق - - جاي غارنر - بول بريمر - الحكومة العراقية المؤقتة - غازي الياور - إياد علاوي - الانتخابات العراقية - جلال الطالباني - إبراهيم الجعفري - نوري المالكي - إعدام صدام حسين |
| تحرير |